# Genista aetnensis
La ginestra dell'Etna (Genista etnensis (Biv.) DC., 1825) è una pianta della famiglia delle Fabacee, diffusa in Sicilia, Sardegna e Corsica.

## Descrizione

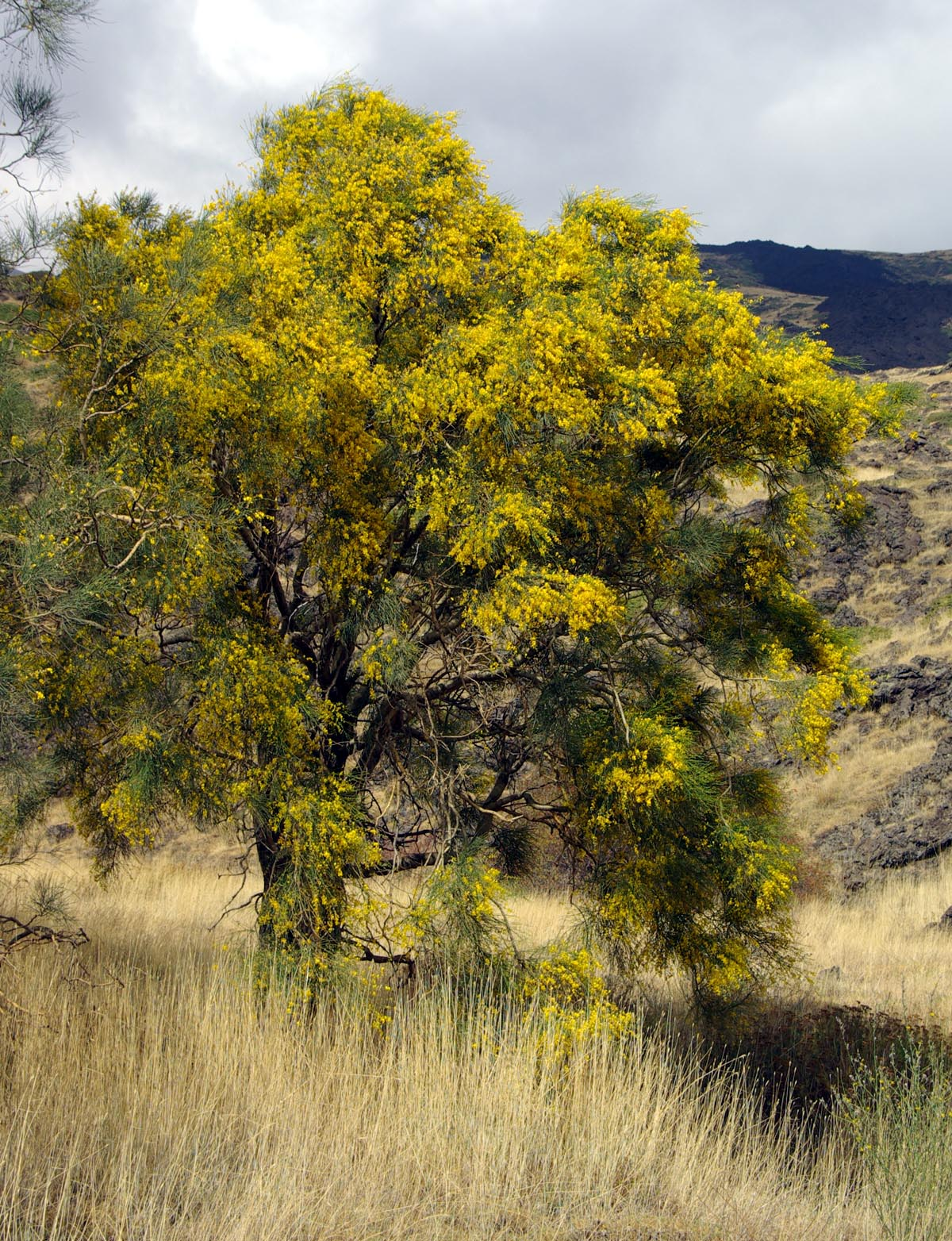

È una pianta a portamento arboreo, alta sino a 8–9 m. Questa caratteristica la differenzia dalle altre ginestre che hanno normalmente un portamento arbustivo. La chioma è espansa e irregolare e formata da rami giunchiformi verdi.
Le foglie, presenti da ottobre ad aprile, sono unifogliolate e lunghe 1 cm, rivestite di lanosità bianca. Cadono quando la pianta si prepara a fiorire.
I fiori sono gialli e disposti in racemi allungati.
I frutti sono dei legumi bruni e glabri, falciformi, che contengono 2-4 semi lenticolari.

## Distribuzione e habitat
Si tratta di un paleoendemismo tropicale differenziatosi originariamente in Sardegna e successivamente diffusosi in Sicilia e Corsica. Attualmente cresce sui versanti collinari e montani dell'Etna,  nelle zone montane della Sardegna orientale e in Corsica, ove è nota una sola stazione costiera a ridosso dello stagno di Palu, nei pressi di Solenzara. È stata introdotta, per rimboschimento, sul Vesuvio e sui monti Peloritani.
Sull'Etna la colonizza superfici laviche, in associazione con Quercus pubescens, Quercus cerris, Betula aetnensis, Fagus sylvatica e Adenocarpus bivonii.

## Usi
Fino alla creazione del Parco dell'Etna è stata utilizzata per ottenere carbone. È infatti possibile notare in alcune zone la crescita tipica delle piante da ceduo.